# Avelino Ferreira Torres
Avelino Ferreira Torres (Amarante, Rebordelo, 26 de janeiro de 1945 — Penafiel, 8 de outubro de 2019) foi um político português.

## Carreira
Avelino Ferreira Torres tornou-se, com o apoio do irmão mais velho — Joaquim Ferreira Torres, empresário e cabecilha do MDLP, assassinado em 1979 —, proprietário de empresas de serração de madeiras, tipografias e jornais, por volta da década de 1980.
Presidiu ao Futebol Clube do Marco, em Marco de Canaveses, que o levaria a exercer funções no Conselho Nacional de Arbitragem da Federação Portuguesa de Futebol, já na década de 1990.
Em 1983 foi eleito, pela primeira vez, presidente da Câmara Municipal de Marco de Canaveses, pelo CDS-PP, mantendo-se até 2005, ano em que abandonou a autarquia para se candidatar à Câmara Municipal de Amarante, de onde era natural, tendo perdido para o PS.
Na política e no futebol, as polémicas sempre foram uma constante na sua vida pública. Em julho de 1985, convidou as Doce a participarem num espetáculo em Marco de Canaveses. No decorrer desse espetáculo, o então presidente quis gravar a atuação em vídeo. Como tal foi recusado pelas cantoras, uma vez que não fazia parte do contrato, Avelino Ferreira Torres subiu ao palco e chamou-as de "lambisgóias" e "badamecas". Num jogo de futebol do Marco de Canaveses, por discordar de decisões do árbitro, assumiu uma postura violenta, no estádio que ostentou o seu nome. Posteriormente o seu nome foi retirado do estádio a que foi atribuído o nome "Estádio Municipal do Marco de Canaveses".
Figura regular dos meios de comunicação nacionais, aceitou também participar no reality-show televisivo Quinta das Celebridades (2004).
Foi candidato independente à Câmara Municipal de Amarante em 2009, tendo sido derrotado pelo presidente da câmara e recandidato do PS, Armindo Abreu. O PS tentou invocar a inelegibilidade de Avelino Ferreira Torres, por ter sido condenado a perda de mandato em 2004, mas acabou por lhe ser permitido concorrer, uma vez que o Tribunal Constitucional concedeu provimento ao recurso interposto por Avelino Ferreira Torres relativamente à decisão do tribunal de primeira instância, que havia rejeitado a candidatura.
Em 2013, Ferreira Torres, líder da concelhia do CDS recandidatou-se à liderança da autarquia de Marco de Canaveses numa lista independente, contando o apoio de toda a concelhia democrata-cristã, cujos membros, por unanimidade, aprovaram apoiar a candidatura independente.
Nas eleições autárquicas de setembro de 2013, ficou em segundo lugar e a candidatura com que se apresentou a votos, Marco Confiante com Ferreira Torres, elegeu dois vereadores.
Em setembro de 2016, anunciou que em 2017 iria ser candidato em Amarante, mas ainda não tinha decidido se o faria pelo CDS ou à frente de uma lista independente. Mais tarde, anunciou, por comunicado, a sua desistência à presidência da Câmara de Amarante alegando problemas de saúde. Porém, em 2017, candidatou-se à freguesia de Rebordelo como independente pelo movimento RFT - Rebordelo Ferreira Torres. O seu CDS coligado com o PSD, venceu as eleições com outro candidato. Dos 227 eleitores que foram às urnas na freguesia de Rebordelo apenas 34 eleitores (14,98%) votaram no movimento RFT (Rebordelo Ferreira Torres). A Coligação PSD/CDS Afirmar Amarante venceu a eleição com 133 votos (58,59%). Ainda assim o RFT conseguiu eleger um membro para a Assembleia de Freguesia de Rebordelo, lugar que foi ocupado por Ferreira Torres.
Morreu a 8 de outubro de 2019, aos 74 anos de idade, no Centro Hospitalar do Tâmega e Sousa, em Penafiel, onde se encontrava internado devido a complicações decorrentes de uma infeção respiratória e pulmonar.

## Processos judiciais
Entre 2002 e 2004, a Polícia Judiciária detetou suspeitas do crime de corrupção, por ter encontrado depósitos de valor superior a 2,5 milhões de euros em contas de Avelino Ferreira Torres, da sua chefe de gabinete e do vice-presidente da Câmara Municipal de Marco de Canaveses, existindo também suspeitas de que Avelino Ferreira Torres utilizava trabalhadores e material da Câmara Municipal de Marco de Canaveses para obras em sua propriedade, o que configuraria o crime de peculato. O Ministério Público, confrontado com múltiplas declarações de fornecedores, segundo os quais apenas se encontravam a pagar dívidas para com Avelino Ferreira Torres, optou por não avançar com algumas das acusações contra Avelino Ferreira Torres, que foi assim acusado de um crime de corrupção, um crime de extorsão, três crimes de abuso de poder e um crime de peculato. Em março de 2009, foi absolvido pelo Tribunal de Marco de Canaveses dos crimes de que estava acusado pelo Ministério Público, apesar de um ex-motorista de Avelino Ferreira Torres ter confirmado ser o seu «testa-de-ferro».
Entretanto, em 2004, no Tribunal de Marco de Canaveses, Avelino Ferreira Torres foi condenado a três anos de prisão, com pena suspensa, por crime de peculato, com pena acessória de perda de mandato. Mas na Relação, em 2006, foi entendido alterar a qualificação do crime para abuso de poder e atenuar a pena para dois anos e três meses. Na sequência de vários anos de sucessivos recursos para os tribunais superiores a pena foi considerada prescrita em 4 de maio de 2011 pelos juízes do Tribunal da Relação do Porto.
Ferreira Torres foi arguido no processo Apito Dourado.